# Manuel Alonso Olea
Manuel Alonso Olea va ser un jurista i laboralista espanyol que va néixer a Melilla el 19 de juny de 1924 i va morir a Madrid el 23 de febrer de 2003. Es va llicenciar i va doctorar en Dret per la Facultat de Dret de la Universitat de Madrid. Als Estats Units va ampliar els seus estudis en la Universitat de Colúmbia de la ciutat de Nova York i va ser Associat de Recerca en la Universitat de Berkeley a Califòrnia.

## Labor docent
Va ser catedràtic de Dret del Treball i de la Seguretat Social en les Facultats de Dret de les Universitats de Sevilla, Múrcia i Complutense de Madrid; també professor emèrit en aquesta última i en la Universitat San Pablo-CEU. Professor Honorari de diverses Universitats estrangeres i Professor Extraordinari d'Honor de l'Escola Social de Madrid.

## Labor en institucions
Va participar en reunions de l'Assemblea General de Nacions Unides, i va ser membre de la seva de la Comissió de Desenvolupament Social durant tres períodes, així com en nombroses sessions de la Conferència de l'Organització Internacional del Treball.
Va ser Acadèmic de nombre de la Reial Acadèmia de Ciències Morals i Polítiques i hi va ocupar el càrrec de Secretari General i també de la Reial Acadèmia de Jurisprudència i Legislació, en la qual fou Bibliotecari; va ser Lletrat Major del Consell d'Estat i Lletrat de l'Institut Nacional de Previsió, avui Cos de Lletrats de la Seguretat Social i President del Tribunal Central de Treball.
Ha estat Acadèmic fundador i President d'honor de l'Acadèmia Iberoamericana de Dret del Treball i de la Seguretat Social, membre fundador i President d'honor de l'Associació Espanyola de Dret del Treball, membre del Comitè Executiu, Vicepresident per a Europa Occidental i President del seu VII Congrés Mundial de l'Associació Internacional de Dret del Treball i de la Seguretat Social. Va concórrer com a delegat, ponent, membre o president a nombrosos Congressos, Trobades, Jornades i Seminaris sobre Dret del Treball i de la Seguretat Social a Europa, Àsia, Àfrica i Amèrica. Així mateix ha donat conferències en molt nombroses Universitats Europees i Americanes, i virtualment en totes les Facultats de Dret d'Espanya.
Va integrar els Consells de Redacció de diverses Revistes jurídiques espanyoles i estrangeres, va ser Secretari de la Revista de Política Social al llarg de la seva existència i Director des de la seva creació de la Revista Española de Derecho del Trabajo.

## Homenatges, condecoracions i reconeixements
Va rebre nombroses condecoracions espanyoles i estrangeres, entre d'altres, la gran creu de l'Orde de Sant Ramon de Penyafort, la gran creu de l'Orde d'Isabel la Catòlica el 1971, amb l'Orde d'Alfons X el Savi a l'any següent, del Mèrit Civil i del Mèrit Militar (aquesta última per l'organització dels plans de formació professional dels soldats); Medalla d'Or al Mèrit en el Treball, A la gran Ordre al Mèrit del Tribunal Superior de Treball de Brasil, en grau de Comanador. Ha estat guardonat amb el doctorat honoris causa per la Universitat alemanya de Gotinga, la peruana de San Martín, Lima, i les espanyoles, Carles III de Madrid, Santiago de Compostel·la i Lleó.

## Obres
A més de centenars d'articles en revistes; treballs i estudis en llibres homenatge; introduccions i pròlegs, estudis, comentaris i notes de jurisprudència; ponències i comunicacions a congressos; cròniques, recensions i ressenyes bibliogràfiques, alguns dels llibres escrits per Alonso Olea van ser:
- Jurisprudencia Constitucional sobre trabajo y Seguridad Social
- Derecho Procesal del Trabajo
- Instituciones de Seguridad Social
- Jurisprudencia Constitucional Sobre Trabajo y Seguridad Social
- Apuntes sobre las leyes de extranjería del año 2000
- Prestaciones del Sistema Nacional de Salud
- Las Fuentes del Derecho en Especial del Derecho del Trabajo Según la Constitución
- La Responsabilidad del Empresario Frente a Terceros por Actos del Trabajador a su Servicio
- Introducción al Derecho del Trabajo
- Derecho del Trabajo
- Variaciones sobre Hegel
- El Contrato como Bien Escaso y la Reforma de su Mercado
- Alienación. Historia de una palabra

## Valoració
Per a Germán Barreiro González, el professor Alonso Olea va ser “el pare del Dret Espanyol del Treball i de la Seguretat Social. Se li deu la construcció dogmàtica, l'estructura i el propi sistema de la disciplina, detectant, caracteritzant i definint tot allò que li ha donat autonomia i sustantivitat pròpies”. Per la seva banda Alfredo Montoya Melga va opinar que va ser “el màxim conreador que ha tingut el Dret Espanyol del Treball i un dels més significatius juristes del nostre temps.